# Raumstation Cyborg 009 & Gefährlicher Countdown für Cyborg 009
Raumstation Cyborg 009 & Gefährlicher Countdown für Cyborg 009 (japanisch サイボーグ009 超銀河伝説 Saibōgu Zero Zero Nain: Chō Ginga Densetsu) ist ein Kinofilm zur Manga- und Animeserie Cyborg 009 aus dem Jahr 1980.

## Handlung
Zu Beginn der Geschichte sind die neun Cyborgs nicht mehr Teil des Teams von Dr. Gilmore, sondern widmen sich jeweils unterschiedlichen Aktivitäten. Dr. Gilmore, der im Ruhestand ist, verbringt seine Tage in einem wissenschaftlichen Forschungsinstitut und kümmert sich um Cyborg 001. Aber durch 001 telepathische Kräfte ist er eine ernsthafte Bedrohung für die Menschheit. Um die Bedrohung aufzuhalten, ist Dr. Gilmore gezwungen, das alte Team zu vereinen.

## Produktion
Den Film hat das Studio Toei Animation zu verantworten. Die Regie lag bei Masayuki Akehi. Das Drehbuch schrieb Ryuzo Nakanishi. Die Musik komponierte Kōichi Sugiyama. Im Film wird die Musik Jū-oku Kōnen no Ai (10億光年の愛) verwendet.

## Veröffentlichung
Der Film erschien am 20. Dezember 1980 in den japanischen Kinos. In Deutschland wurde er zweiteilig unter den Titeln Raumstation Cyborg 009 und Gefährlicher Countdown für Cyborg 009 auf DVD vermarktet (mit falscher Laufzeit und ohne Angabe des Fortsetzungscharakters). Bekannte Synchronsprecher wie Hans-Jürgen Dittberner, Manfred Lehmann, Ronald Nitschke, Horst Gentzen, Joachim Cadenbach, Gerd Duwner oder Friedrich W. Bauschulte konnten für die Synchronisation gewonnen werden.

## Synchronisation
| Rollenname  | Japanischer Sprecher (Seiyū) | Deutscher Sprecher      |
| ----------- | ---------------------------- | ----------------------- |
| Cyborg 009  | Kazuhiko Inoue               | Norbert Gescher         |
| Cyborg 002  | Keiichi Noda                 | Manfred Lehmann         |
| Cyborg 003  | Kazuko Sugiyama              | Ina Patzlaff            |
| Cyborg 004  | Keaton Yamada                | Ronald Nitschke         |
| Cyborg 006  | Sanji Hase                   | Gerd Duwner             |
| Cyborg 007  | Kaneta Kimotsuki             | Horst Gentzen           |
| Cyborg 008  | Kazuyuki Sogabe              | Heinz Theo Branding     |
| Dr. Gilmore | Ichirō Nagai                 | Friedrich W. Bauschulte |
| Dr. Cosmo   | Joji Yanami                  | Jürgen Kluckert         |